# Absolution Tour
Absolution Tour – album koncertowy angielskiego zespołu rockowego Muse, wydany 12 grudnia 2005 roku. Płyta DVD zawiera zapis koncertu zespołu na Glastonbury Festival 2004 (pełny występ z wyjątkiem "Citizen Erased" oraz "Stockholm Syndrome"), a także dodatki – wcześniej niepublikowane materiały z występów grupy w Earls Court Exhibition Centre i Wembley Arena w Londynie, oraz Wiltern Theatre w Los Angeles. Na nośniku znalazły się przede wszystkim utwory z trzeciej studyjnej płyty Brytyjczyków, Absolution.  DVD zostało dodane również jako bezpłatny bonus do limitowanej edycji Black Holes and Revelations w Stanach Zjednoczonych (był to jedyny sposób na otrzymanie krążka w wersji NTSC).

## Lista utworów

### Glastonbury Festival 2004
1. "Hysteria"
2. "New Born"
3. "Sing for Absolution"
4. "Muscle Museum"
5. "Apocalypse Please"
6. "Ruled By Secrecy"
7. "Sunburn"
8. "Butterflies and Hurricanes"
9. "Bliss"
10. "Time Is Running Out"
11. "Plug In Baby"
12. "Blackout"

### Dodatki
1. "Fury" (Wiltern Theatre, Los Angeles)
2. "The Small Print" (Earls Court, Londyn)
3. "Stockholm Syndrome" (Earls Court, Londyn)
4. "The Groove in the States" (Cincinnati/San Diego)
5. "Thoughts of a Dying Atheist" (Wembley Arena, Londyn) (ukryty)
6. "Endlessly" (Wembley Arena, Londyn) (ukryty)

## Twórcy
- Matthew Bellamy – śpiew, gitara elektryczna, fortepian
- Christopher Wolstenholme – gitara basowa, wokal wspierający, keyboard w "Blackout"
- Dominic Howard – perkusja, instrumenty perkusyjne